# أرميل خلاص آيت ساهد
أرميل خلاص آيت ساهد (مواليد 25 يونيو 2001) هي لاعبة كرة قدم محترفة تلعب في مركز الدفاع. ولدت في فرنسا، وتمثل منتخب الجزائر لكرة القدم للسيدات.

## المسيرة
بدأت أرميل خلاص لعب كرة القدم في سن السادسة في نادي فولكس أون فيلين. ثم انضمت إلى نادي أولمبيك ليون لكرة القدم للسيدات  في يونيو 2020، حيث أمضت عشر سنوات في النادي.
انتقلت إلى إيطاليا في أغسطس 2021، ووقعت عقدًا مع نادي لاتسيو للسيدات. أمضت موسمًا واحدًا مع النادي قبل العودة إلى فرنسا، حيث وقعت مع نادي غرونوبل للسيدات.
أرميل خلاص هي لاعبة دولية جزائرية، اختارها المدرب أحمد لعريبي في يناير 2020 للمشاركة في مواجهة ذهاب وعودة ضد جنوب السودان ضمن التصفيات المؤهلة لكأس العالم للسيدات تحت 20 سنة في أفريقيا 2020. كانت لاعبة أساسية في المباراتين، اللتين انتهتا بفوز الجزائر.
في سبتمبر 2021، تلقت أرميل خلاص أول استدعاء لها للانضمام لمنتخب الجزائر لكرة القدم للسيدات؛ للمشاركة في معسكر تدريبي لتصفيات كأس الأمم الأفريقية للسيدات 2022. في أكتوبر 2021، ضُمّت إلى التشكيلة النهائية للمشاركة في مواجهة السودان ضمن تصفيات كأس الأمم الأفريقية 2022. في نوفمبر 2021، استدعيت مرةً أخرى للمشاركة في مباراتين وديتين ضد منتخب تونس لكرة القدم للسيدات.
في 25 نوفمبر 2021، لعبت أولى مبارياتها الدولية بصفة لاعبة أساسية، وانتهت المباراة بفوز 1-0 على تونس.